# Cuthona suecica
Cuthona suecica är en snäckart som först beskrevs av Nils Hjalmar Odhner 1940.  Cuthona suecica ingår i släktet Cuthona, och familjen Tergipedidae. Arten är reproducerande i Sverige.